# Johann Jakob Palm
Johann Jakob Palm (* 9. Januar 1750 in Schorndorf; † 14. September 1826 in Münchaurach) war ein deutscher Buchhändler und Verleger; Onkel (Bruder des Vaters) und Lehrherr von Johann Philipp Palm.
Johann Jakob (Jacob) Palm war ein erfolgreicher Universitäts-Buchhändler und Verleger in Erlangen, seit 21. Juli 1780 „Universitätsbürger“. Er betreute 586 Titel aus der Pädagogik, den Naturwissenschaften, Rechtswissenschaften und der Theologie als Verleger. Er war führendes Mitglied einer Gruppe von Verlegern, die den Strukturwandel der Branche in den Jahren 1788 bis 1803 voranzutreiben versuchten. Er war Namensgeber des noch existierenden Verlages Palm & Enke.
Johann Jakob war zweimal verheiratet und hatte aus diesen Ehen zusammen 16 Kinder, von denen mindestens fünf sehr jung verstarben. Am 10. August 1780 heiratete er Maria Fridolina Glaser (1755–17. September 1795), am 10. August 1801 deren Schwester Eleonora Dorothea Glaser (26. August 1749–9. April 1822). Sie waren Töchter des Stadtsyndicus von Themar, Johann Friedrich Glaser.
Er starb infolge eines Sturzes aus dem Wagen, als das Pferd scheute. Heute ist eine Straße nördlich der Philosophischen Fakultäten der Friedrich-Alexander-Universität Erlangen-Nürnberg nach ihm benannt.

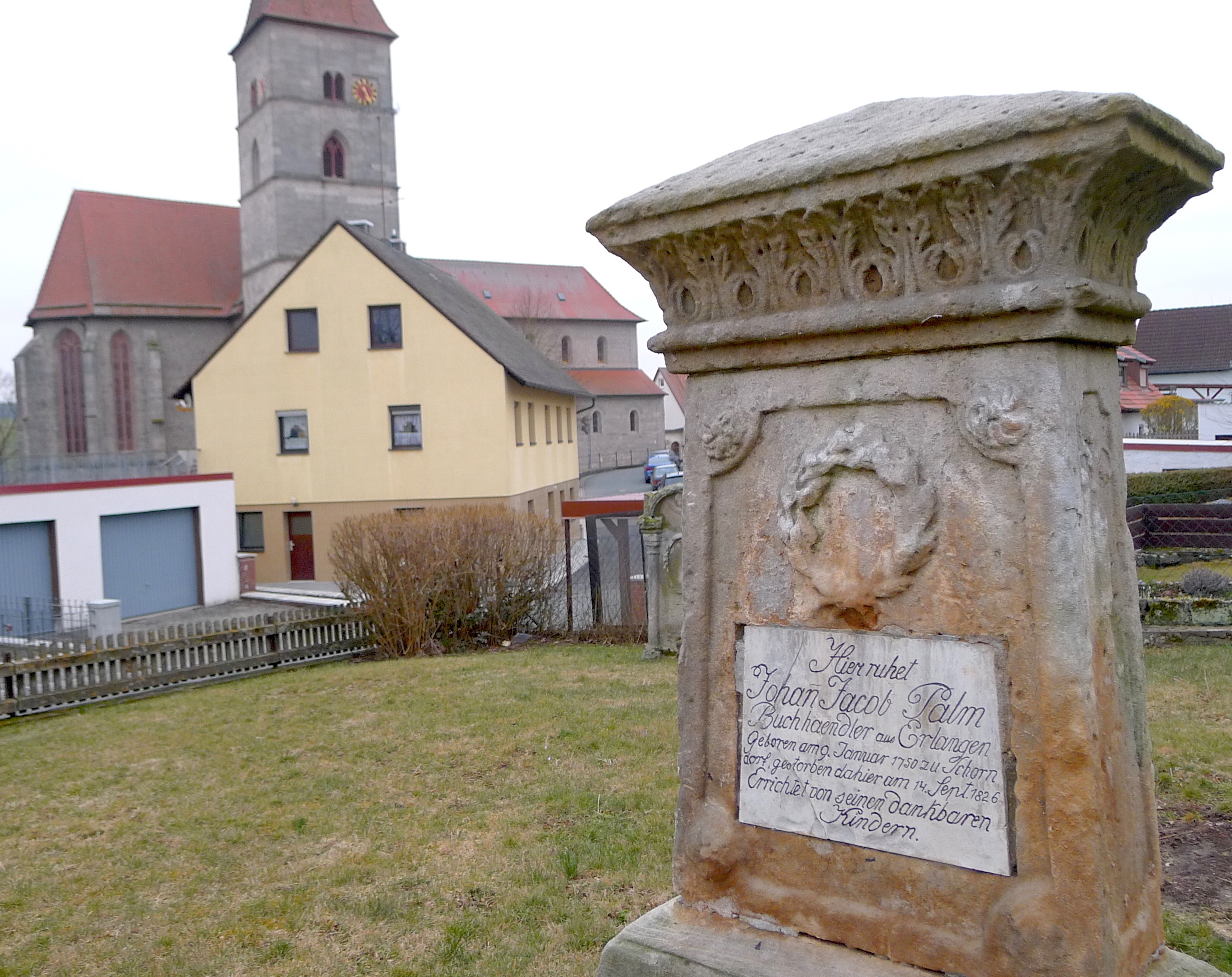
Alter Friedhof an der Klosterkirche Münchaurach mit dem Grab von Johann Jakob Palm